# Psila rossolimoae
Psila rossolimoae är en tvåvingeart som beskrevs av Shatalkin 2008. Psila rossolimoae ingår i släktet Psila och familjen rotflugor. Inga underarter finns listade i Catalogue of Life.